# بولاد هاشموف
بولاد إسرائيل أوغلي هاشموف - (1975 مدينة سومقاييت - 2020 منطقة توفوز، قرية أغدام) (بالأذرية: Polad Həşimov)  اللواء للقوات المسلحة الأذربيجانية (2019). قُتل في معركة بين القوات المسلحة الأذربيجانية والقوات المسلحة الأرمنية في قطاع الحدود الدولية بين منطقة تووز بأذربيجان ومحافظة تاووش بأرمنية في 14 يوليو عام 2020.

## حياته
ولد بولاد هاشموف بمدينة سومقاييت عام 1975. جذور هاشموف من قرية واندام لمنطقة قابالا في أذربيجان. تلقى دراسته الثانوية في مدينة سومقاييت. تخرج من المدرسة الحربية العالية في أذربيجان، ثم واصل تعليمه بألاكاديمية الحربية في تركيا.
في 2003 مُنح  الرائد بولاد هاشموف بوسام «الاستحقاق العسكري» بموجب القرار لرئيس جمهورية أذربيجان السابق حيدر علييف.
في 2009 تم التكريم  المقدم بولاد هاشموف بوسام «من أجل الوطن» بموجب القرار لرئيس جمهورية أذربيجان إلهام علييف لجدارته الخاصة في الدفاع عن الاستقلال والسلامة الإقليمية لجمهورية أذربيجان وخدماته المتميزة في التنفيذ المسؤوليات ومهام العمل.
وفي 2014 لخدماته الخاصة للحفاظ على الاستقلال والسلامة الإقليمية لجمهورية أذربيجان والإنجازات البارزة في التنفيذ مسؤوليات ومهام العمل وللخدمات في مجال التعليم العسكري مُنح  المقدم بولاد هاشموف بوسام ”لخدمة الوطن الأم"
(الدرجة الثالثة) بموجب القرار لرئيس جمهورية أذربيجان.
شارك في اشتباكات مسلحة في مرتفعات قرة باغ (الاشتباكات الأذربيجانية الأرمنية 2016) في أبريل لعام 2016 فأصيب. ومُنح بولاد هاشموف بوسام ”لخدمة الوطن الأم" (الدرجة الثانية) لبطولته بالأمر من الرئيس إلهام علييف.
شارك هاشموف في الاستيلاء على تلة بالقرب من قرية تاليش التي سميت على شرفه «بوست بولاد».
حصل بولاد هاشموف على رتبة  اللواء بالأمر رئيس جمهورية أذربيجان في 24 يونيو عام 2019.
توفي بولاد هاشموف في القتال على الحدود الأذربيجانية الأرمينية في اتجاه منطقة توفوز في 14 يوليو عام 2020 ودفن في زقاق الشرف الثاني في باكو في 15 يوليو.

## جوائزه
- وسام «الاستحقاق العسكري» (2003)
- وسام «من أجل الوطن» (2009)
- وسام «للتميز في الخدمة العسكرية» (2014)
- وسام ”لخدمة الوطن الأم" (الدرجة الثالثة) (2014)
- وسام ”لخدمة الوطن الأم" (الدرجة الثانية) (2016)